# Kurume

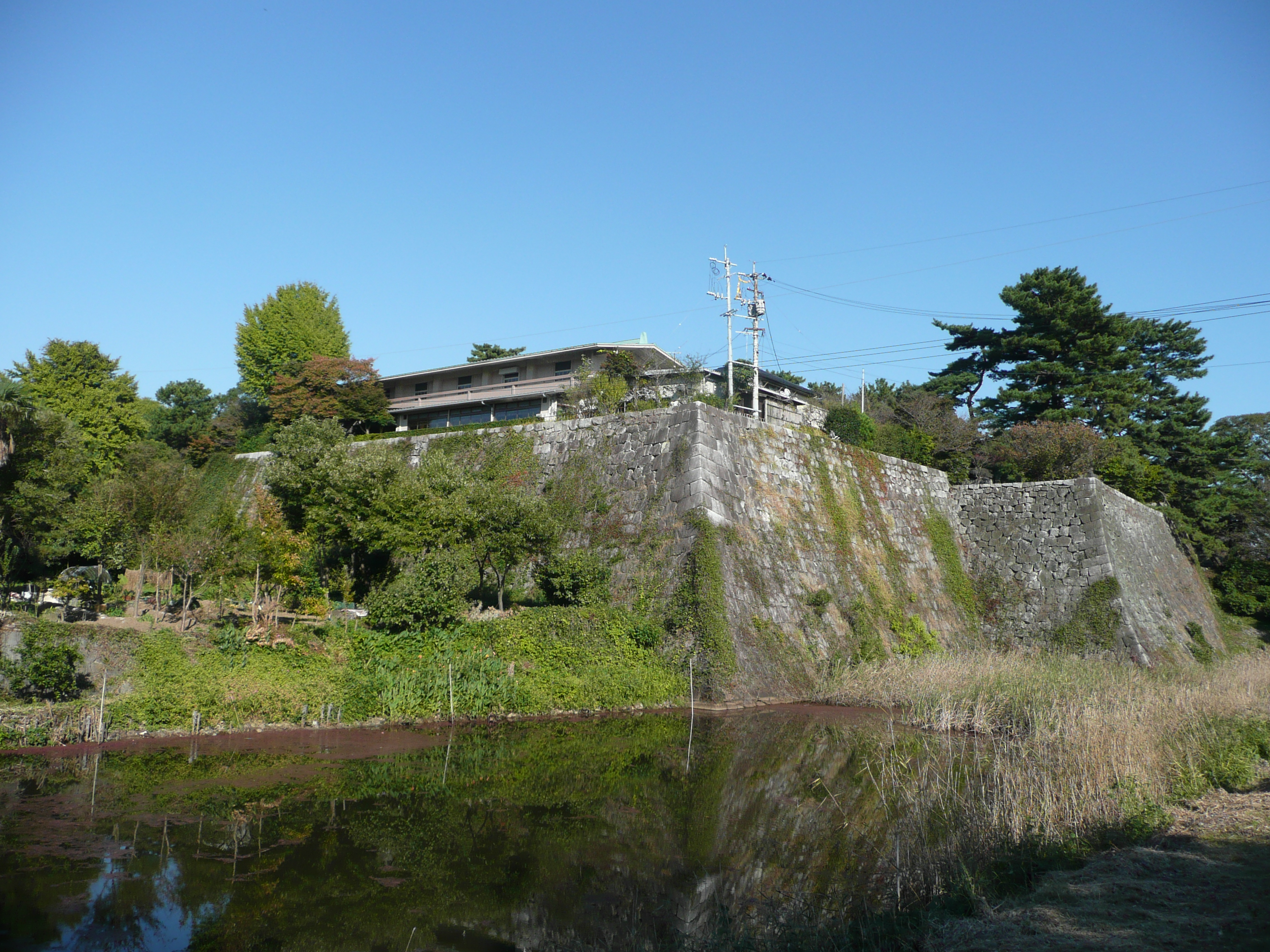
Castelo de Kurume

Kurume (久留米市; -shi) é uma cidade japonesa localizada na prefeitura de Fukuoka.
A 5 de Fevereiro de 2005 as cidades de Kitano (do distrito de Mii), Jojima e Mizuma (do distrito de Mizuma) e Tanushimaru (do distrito de Ukiha) foram anexadas à cidade de Kurume.
Em resultado da fusão, a 1 de Janeiro de 2005, a cidade tinha uma população estimada em 306 140 habitantes e uma densidade populacional de 1 332 h/km². Tem uma área total de 229,84 km² km².
Recebeu o estatuto de cidade a 1 de Abril de 1889.